# Un dolce viaggio
Un dolce viaggio (Le voyage en douce) è un film del 1980 diretto da Michel Deville.
Il regista ha preso spunto da 15 aneddoti sessuali raccontati da 15 scrittori diversi, sulla base dei quali ha elaborato la sceneggiatura.
È stato presentato in concorso alla 30ª edizione del Festival di Berlino.

## Trama
Deluse dagli uomini, le trentenni Hélène e Lucie decidono di intraprendere un viaggio in Provenza. Sarà l'occasione per parlare dei loro problemi, scambiarsi confidenze, ricordare i momenti dell'infanzia e lasciarsi andare a giochi imprevisti e situazioni insolite.

## Distribuzione

### Date di uscita
- Francia (Le voyage en douce) - 4 gennaio 1980
- USA (Le Voyage en douce) - 9 aprile 1981
- Portogallo (Doces Fantasias) - 9 maggio 1981
- Australia (Le Voyage en douce) - 14 ottobre 1982

## Accoglienza

### Critica
La giornalista Janet Maslin ha scritto sul New York Times: «Il regista finisce per sconvolgere radicalmente l'amicizia delle donne, mantenendole a un livello di falsa ingenuità. Il film esiste principalmente per stuzzicare il pubblico, non per descrivere i due personaggi in modo convincente o esaminare le loro vite. Tuttavia, lo fa in modo efficace, soprattutto grazie alla Sanda, bella e insolentemente ammiccante come non è mai stata».